# ده (فیلم ۲۰۱۳)
«ده» (انگلیسی: Ten (2013 film)) فیلمی در ژانر جنگی است که در سال ۲۰۱۳ منتشر شد.